# Ляруи, Абдалла
Абдалла Ляруи (араб. عبدالله العروي‎; род. 7 ноября 1933) — марокканский историк, писатель и философ, пишущий на арабском и французском языках. Он обладает репутацией одного из ведущих интеллектуалов Марокко нынешнего времени.

## Биография
Абдалла Ляруи родился 7 ноября 1933 года в городе Аземмур. Его мать умерла, когда ему было всего два года. Абдалла учился в мектебе, прежде чем поступить в государственную начальную школу в возрасте семи лет, где пробыл с 1941 по 1945 год. В 1945 году Ляруи получил грант на обучение в колледже Сиди-Мохаммед в Марракеше, где провёл следующие пять лет. Затем он учился в лицее Ляути в Касабланке с 1949 по 1951 год и в лицее Гуран в Рабате с 1951 по 1953 год. Ляруи получил степень бакалавра в 1953 году, после чего изучал историю и экономику в Институте политических исследований в Париже, где среди его преподавателей были Шарль Моразе и Раймон Арон. В 1958 году он получил диплом Diplôme d'études supérieures. Получив в июне 1963 года степень магистра исламоведения, он был назначен ассистентом профессора истории в Университете Мохаммеда V в Рабате. В 1976 году Ляруи защитил докторскую диссертацию под названием «Социокультурные истоки марокканского национализма» (фр. Les Origines sociales et culturelles du nationalisme marocain, 1830-1912), которая была опубликована в 1977 году. Ляруи преподавал в Университете Мохаммеда V до 2000 года. Также он написал пять романов.

## Награды
В 2000 году Абдалла Ляруи был удостоен Международной каталонской премии (кат. Premi Internacional Catalunya). В 2017 году он получил Книжную премию шейха Заида как «Культурная личность года», в главной категории с премией в размере 1 миллиона дирхамов.